# سرانی (کوه)
سرانی (به اسپانیایی: Cerani) یک کوه در پرو است که در منطقه ارکیپا واقع شده‌است. سرانی ۵٬۲۲۹ متر بالاتر از سطح دریا واقع شده‌است.